# Chuquisaca
Chuquisaca (czyt. czukisaka) – departament w południowej Boliwii. Część wschodnia leży na obszarze Andów, reszta natomiast jest częścią Gran Chaco. Zajmuje powierzchnię 51 524 km². W 2012 roku liczył 581 347 mieszkańców, a gęstość zaludnienia wynosiła 11,3 mieszk./km². Stolicą departamentu jest Sucre. Dzieli się na 10 prowincji. Klimat jest tropikalny i gorący, w górach chłodny. 

## Demografia
W 2012 roku populacja departamentu liczyła 581 347 mieszkańców. W porównaniu z 2001 rokiem rosła ona średnio o 0,79% rocznie. 
|  |

## Podział na prowincje
Tabela przedstawia populację poszczególnych prowincji departamentu Chuquisaca w 2001 roku, z wyróżnieniem mężczyzn i kobiet. 
| Kod   | Prowincja       | Populacja | Mężczyźni | Kobiety |  |
| ----- | --------------- | --------- | --------- | ------- |  |
| 0101  | Oropeza         | 241 376   | 116 072   | 125 304 |  |
| 0102  | Azurduy         | 27 579    | 13 656    | 13 923  |  |
| 0103  | Zudañez         | 32 418    | 16 205    | 16 213  |  |
| 0104  | Tomina          | 37 373    | 18 930    | 18 443  |  |
| 0105  | Hernando Siles  | 36 511    | 19 148    | 17 363  |  |
| 0106  | Yamparaez       | 29 567    | 14 231    | 15 336  |  |
| 0107  | Nor Cinti       | 69 512    | 33 395    | 36 117  |  |
| 0108  | Belisario Boeto | 12 386    | 6 241     | 6 145   |  |
| 0109  | Sud Cinti       | 24 321    | 11 803    | 12 518  |  |
| 0110  | Luis Calvo      | 20 479    | 10 923    | 9 556   |  |
| Razem |                 |           |           |         |  |
| 01    | Chuquisaca      | 531 522   | 260 604   | 270 918 |  |

Źródło:INE